# Bauria

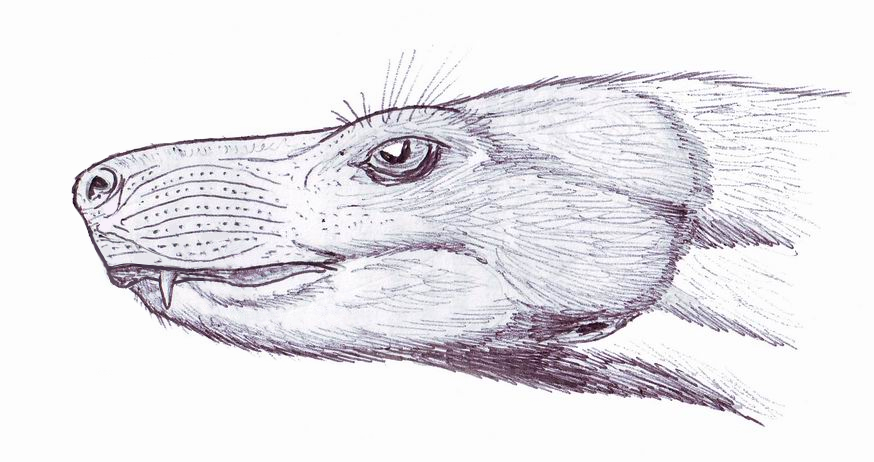
Художня реконструкція голови

Bauria — вимерлий рід підряду Therocephalia, який існував у ранній і середній тріасовий період, приблизно 246—251 мільйон років тому. Належав до родини Bauriidae. Баурія, ймовірно, була м'ясоїдною або комахоїдною. Вона жила в ПАР, зокрема у формації Бургерсдорп.
Баурія була названа Робертом Брумом у 1909 році та знайдена у Віннаарсбакені, ПАР. Перший виявлений вид, Bauria cynops, був досить повним черепом, але, згідно з першим описом, дещо погано зберігся і, очевидно, так само погано підготовлений. П'ять інших зразків пізніше були знайдені в різні моменти часу, причому в основному були знайдені черепа.
Відомо лише два види Bauria, причому найновіший з них, Bauria robusta, був відкритий Дж. В. Кітчінгом у 1955 році в районі Бургерсдорп. Однак у дослідженні 2013 року було запропоновано, щоб Microgomphodon oligocynus і Bauria cynops були визнані єдиними дійсними видами південноафриканських бауріїд.